# 佐倉レイナ
佐倉 レイナ（さくら れいな、1991年6月26日 - ）は日本のグラビアアイドルである。ポセイドンエンターテイメント所属。

## 略歴
- 2007年、ミスセブンティーングランプリ最終候補まで残る[1]。
- 同年、ヤングジャンプのぴゅあレンジャー（RED役）でグラビアデビュー。
- 2009年、ZAKZAKの「第2回日本グラビアアイドル大賞」の新人賞の最終選考に進出[2]
- 同年10月、アイドルユニット「キラキラ六本木女学院」加入。

## 出演

### TV
- 行列のできる法律相談所（日本テレビ、2008年3月9日）再現VTR
- 誰も知らない泣ける歌（日本テレビ）オープニング映像

### ドラマ
- Lドラ Cafe吉祥寺で 第21話（テレビ東京、2008年10月27日）

### web
- webドラマ 妹の彼女（PriTV、2007年）

## リリース作品

### DVD
- 佐倉レイナ Saita（彩文館出版、2008年2月28日）
- ヴィーナス ハイスクール Vol.6 佐倉レイナ（ツアーリンク東京、2008年6月25日）
- ヴィーナス ハイスクール Vol.13 ジュンジョー2 佐倉レイナ（ツアーリンク東京、2008年11月19日）
- ホワイトクリスマスズU15スペシャル（サンクチュアリ、2008年12月12日） - 共演
- 現役女子高生グラビア 佐倉レイナ（アイマックス、2009年2月25日）
- 現役女子高生グラビア 佐倉レイナ Part2（アイマックス、2009年4月25日）
- 現役女子高生グラビア 佐倉レイナ Part3（アイマックス、2009年6月25日）
- 現役女子高生グラビア 佐倉レイナ Part4（アイマックス、2009年9月25日）
- 高校生卒業 卒業スペシャル 総集編（渋谷ミュージック、2010年3月12日）

### 写真集
- Saita（2008年2月、彩文館出版、撮影：真継敏明）ISBN 978-4775602874